# أجو فارجيز
أجو فارجيز هو ممثل هندي، ولد في 25 يناير 1981 في الهند.

## وصلات خارجية
- أجو فارجيز على موقع IMDb (الإنجليزية)
- أجو فارجيز على موقع ميوزك برينز (الإنجليزية)
- أجو فارجيز على موقع قاعدة بيانات الفيلم (الإنجليزية)